# 순대
순대는 한국의 음식으로, 돼지의 창자에 채소나 당면을 비롯한 각종 속을 채우고 선지로 맛과 색깔을 낸 후 수증기에 쪄내어 만든다. 남한과 북한에서 모두 인기 있는 음식이다.

## 유래
춘추 시대 쓰인 《시경》의 〈대아〉 편에는 ‘갹(臄)’이라는 단어가 나오는데, 송 대의 운서 《집운(集韻)》에 의하면 이것은 양의 창자에 고기와 내장을 채운 뒤 구운 음식이다. 또 500년대 북위의 농서 《제민요술》에는 양의 선지, 기름, 밀가루, 쌀밥을 섞은 뒤 갖은 양념을 하여 양의 대창에 넣고 삶아서 썰어 먹는 ‘양반장자해(羊盤腸雌解)’라는 음식이 기록되어 있다. 순대가 한국에 전파된 유래에는 크게 두 가지 설이 있다. 첫째로는 삼국 시대에 중국과 교류하면서 ‘양반장자해’가 전파되었고, 이를 먹었다는 설이다. 둘째로는 고려 말기에 몽골군이 침략하면서 피순대가 한국에 전파되었다는 설이다.
일각에서는 순대는 돼지 창자에 채소와 쌀 따위를 넣어 먹는 칭기즈 칸 시대 원나라 군대의 전투식량인 ‘게데스(гэдэс)’가 전래된 것이라고도 한다. 그러나 게데스는 그러한 음식이 아니라 단지 몽골의 내장 요리의 총칭이며, 실제 원나라 군대의 전투식량은 동물의 내장을 말려 만든 주머니에 건조시킨 고기를 가루 내어 최대 2년 동안 먹을 수 있는 음식으로, 이 음식은 ‘보르츠(борц)’라고 하는 순대와 무관한 음식이다.
순대라는 말은 만주어로 순대를 뜻하는 ‘성기 두하(senggi-duha)’에서 유래하였는데, ‘성기’는 피를 뜻하며, ‘두하’는 창자를 뜻한다. 1800년대 후반의 요리책 《시의전서》에는 ‘슌ᄃᆡ’라는 말이 최초로 등장하며, 이는 ‘성기 두하’가 축약된 말이다.

## 조리법
순대의 껍질은 돼지 창자를 소금과 밀가루로 문질러 잡내를 없애서 만든다.  손질한 돼지 창자를 뒤집으면 깨끗한 면이 바깥으로 노출된다. 이 안에  두부, 숙주나물, 찹쌀과 각종 향신료와 함께  돼지피를 넣는다. 이렇게 만든 순대를 가마솥에 쪄낸다.

## 지역별 특색
부산, 울산 및 경상남도 일부지역에서는 막장(쌈장)에, 다른 지역에서는 주로 양념 소금에 찍어먹으며, 돼지 간이나 허파 등의 부산물과 함께 팔기도 한다. 제주도에서는 순대를 간장에 찍어 먹는다. 재료에 따라 오징어순대, 찹쌀순대 등이 있으며, 만든 지역에 따라 병천 순대, 아바이 순대 등이 있다. 충청도는 대게 새우젓과 먹으며, 광주 및 전북 전주, 완주 지방 등에서는 초장을 찍어 먹는다.

## 종류

### 겉 재료에 따른 종류

#### 돼지 내장
1830년의 《농정회요(農政會要)》에는 ‘도저장(饀猪腸)’이라 하여 돼지의 창자에 선지, 참기름, 콩나물, 후추 등을 섞은 것을 넣어 채운 뒤 삶아 썰어 먹는 요리가 나와 있으며, 이때 설탕[砂糖]으로 창자를 씻으면 누린내가 나지 않는다고 하였다. 이는 돼지 창자로 만든 순대를 다룬 조선 시대 최초의 기록이다. 1800년대 말의 《시의전서》에는 ‘도야지슌ᄃᆡ’라 하여 숙주, 미나리, 무, 배추김치, 두부, 생강, 마늘, 깨소금, 기름, 고춧가루, 후추 등을 돼지 선지와 섞은 것을 창자에 넣어 삶은 뒤 식혀 썰어 먹는 음식이 등장하였다. 오늘날 거의 대부분의 순대는 돼지 내장에 속을 채워 만들며, 주로 소창을 사용하지만 지역에 따라 대창을 사용하기도 한다.

#### 소 내장
1600년대 말의 《주방문(酒方文)》에는 ‘팽우육법(烹牛肉法)’이라 하여 소의 대창에 선지, 밀가루, 매운 양념을 섞어 채운 뒤 삶아 썰어 먹는 음식의 조리법이 기록되어 있다. 1766년의 《증보산림경제》에는 ‘우장증방(牛腸蒸方)’이라 하여 소의 창자에 소고기, 갖은 양념, 유장을 섞어 채운 뒤 솥에 삶아 식히고 썰어서 초장에 찍어 먹는 음식이 나와 있다. 1809년의 《규합총서》에는 소의 곱창에 소고기, 닭고기, 꿩고기, 갖은 양념을 섞어 채운 뒤 솥에 삶아 식힌 뒤 사실상 마찬가지 방법으로 먹는 음식이 기록되어 있다. 1800년대 중반의 《역주방문(曆酒方文)》에는 ‘우장증(牛腸蒸)’이라 하여 갖은 양념을 한 소의 살코기를 창자에 넣어 솥에 삶은 뒤 생강을 넣은 초장에 찍어 먹는 요리가 적혀 있다.

#### 양 내장
1800년대 중반의 《임원경제지》에는 ‘관장방’이라 하여 양의 창자에 양념과 유장을 섞은 선지를 넣어 찐 음식이 기록되어 있다.

#### 개 내장
1670년경의 《음식디미방》에는 개의 창자에 개의 살코기, 후추, 천초, 생강, 참기름, 진간장을 섞어 채운 뒤 시루에 삶아서 초와 겨자를 곁들여 먹는 요리가 적혀 있다.

#### 어류
1700년대의 《소문사설(謏聞事說)》에는 ‘어장증(魚腸蒸)’이라 하여 대구의 창자에 대구살을 넣고 찐 뒤 썰어 먹는 요리가 기록되어 있다. 1800년대 말의 《시의전서》에는 ‘어교슌ᄃᆡ’라 하여 삶은 숙주와 미나리를 소고기와 함께 다진 뒤 두부를 섞어 갖은 양념을 하고, 이것을 잘 씻은 민어의 부레에 넣고 삶은 뒤 썰어 먹는 요리가 나와 있다. 함경도의 명태순대가 유명하다.

### 속 재료에 따른 종류

#### 당면순대

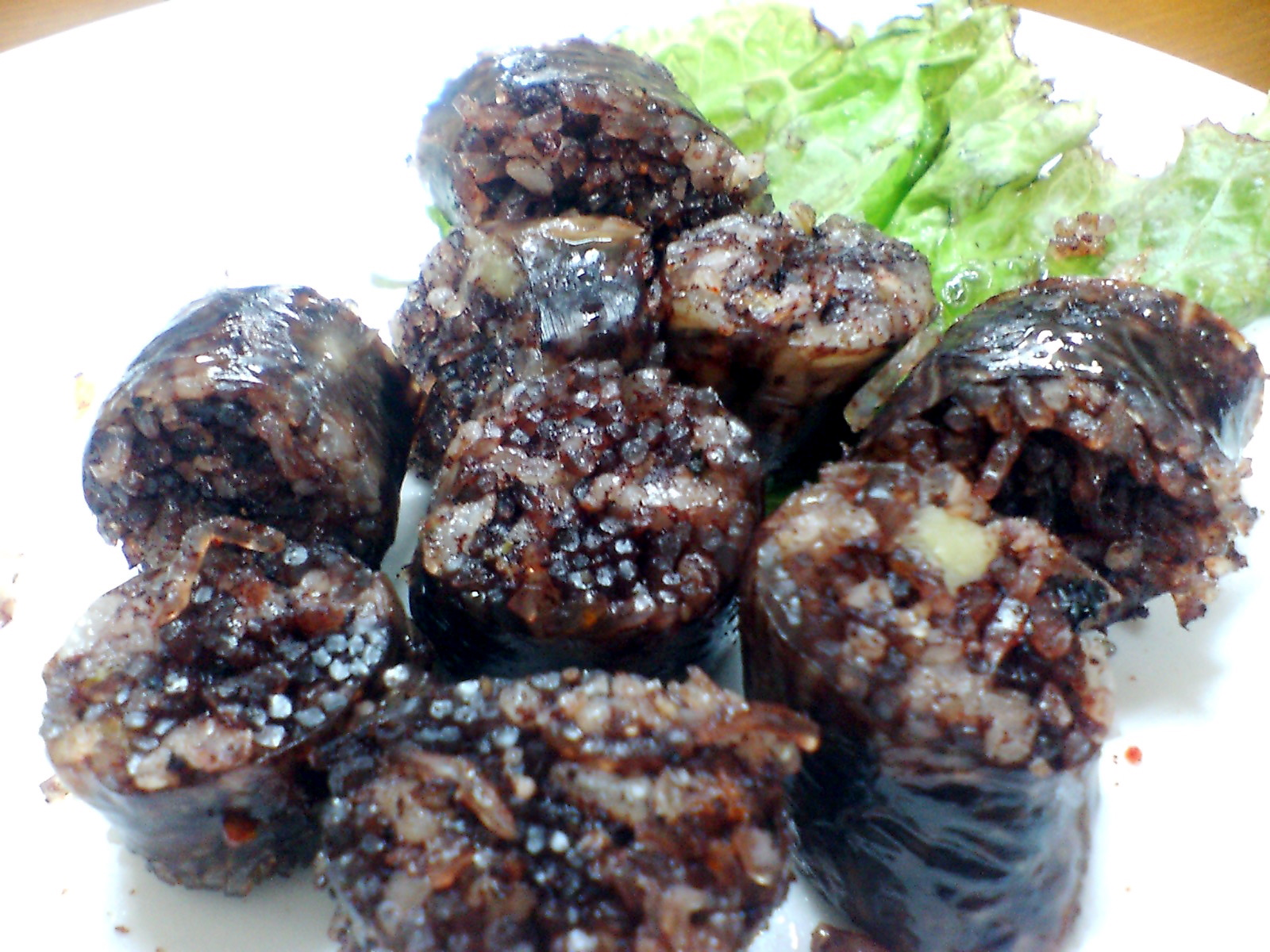
당면 순대

당면순대는 당면이 주 재료인 순대이다. 해방 이후 순대는 고가의 음식이었으나, 1960년대 초반부터 대한민국 정부가 양돈 사업을 육성함에 따라 1960년대 후반에 들어서는 돼지 부속물과 창자의 가격이 많이 내렸고, 여기에 저렴한 당면을 주 재료로 사용하게 되면서 1970년대 초반부터 당면순대가 대중화하였다. 1970년대 초반부터 내장을 제거한 돼지고기의 일본 수출이 본격화하면서 돼지 부속물이 많이 유통되었고, 이에 당면순대의 보급이 뒤따랐다는 주장도 있다. 현재 당면순대의 90% 가량은 공장에서 제조되고 있다. 대표적인 분식 메뉴이기도 하다.

#### 찹쌀순대
찹쌀순대는 찰순대라고도 한다. 찹쌀로 만든 당면을 사용한 순대, 또는 찹쌀밥을 속으로 사용한 순대를 뜻한다. 조선민주주의인민공화국과 연변의 순대는 거의 대부분 찹쌀밥을 넣고 만든다.

#### 피순대
피순대는 선지가 주 재료인 순대이다. 당면은 넣지 않으며, 선지, 채소, 다진 고기 등이 들어간다. 전북특별자치도 전주시와 완주군의 피순대가 유명하다.

### 지역에 따른 종류

#### 백암순대
백암순대는 경기도 용인시 처인구 백암면 일대의 순대이다. 돼지의 내장에 두부, 숙주와 콩나물 등의 채소를 넣어 만들며, 조선 시대에는 죽산군에서 주로 먹던 것이 우시장이 유명하던 백암 5일장으로 옮겨왔다.

#### 병천순대
병천순대는 충청남도 천안시 병천면 일대의 순대이다. 돼지의 소창에 선지, 들깨, 배추, 파, 고추, 찹쌀 등을 넣어 만들며, 1960년대 초반 병천 일대에 햄 공장이 생기면서 육가공 과정에서 발생하는 돼지 부산물을 처리하기 위하여 순대를 파는 가게가 들어선 것이 시초이다.

#### 아바이순대
아바이순대는 함경도식 순대를 변형하여 돼지의 대창에 선지, 찹쌀, 우거지, 숙주, 배춧잎 등이 들어가는 순대로, 강원특별자치도 속초시 청호동 아바이마을의 특산물이다. 청호동은 본래 모래 해변에 불과하였으나, 한국 전쟁 중 1.4 후퇴 이후 함경남도의 실향민들이 집을 짓고 정착하여 살면서 마을이 형성되었다. 흔히 1960년대 초반부터 아바이순대가 판매되었다고 알려져 있으나, 실제로는 그 시기를 1990년대 초반으로 보는 것이 타당하다.

#### 암뽕순대
암뽕순대는 돼지 막창으로 만든 순대와 새끼보(자궁, 암뽕)를 함께 내놓는 음식이다. 암뽕순대라는 말은 담양에서 순댓집을 운영하는 배서운이 암퇘지의 자궁이 봉우리와 모양이 유사한 점에서 착안하여 ‘암퇘지 봉우리’의 두문자어인 ‘암봉’으로 부르던 것이 경음화로 ‘암뽕’이 되었고, 1990년대 초반 〈고향의 아침〉이라는 TV 프로그램에 ‘암뽕과 순대’가 ‘암뽕순대’로 소개되면서 전국에 퍼지게 된 이름이다.

#### 용궁순대
용궁순대는 경상북도 예천군 용궁면 일대의 순대이다. 돼지의 막창으로 만들며, 5일장인 용궁시장 인근에 많이 있던 돼지 도축장에서 나오는 부산물을 이용하여 탄생하였다.

#### 수애
수애(수웨) 또는 돗수애(돝수웨)는 제주도의 순대이다. 선지에 메밀가루를 섞어 만들며, 원나라의 고려 침략기 때 몽골의 영향으로 탄생한 것으로 보인다. 선지에 밀가루나 메밀가루를 섞은 뒤 양의 내장에 채워 만드는 몽골식 피순대인 게데스 초스(гэдэс цус)와 유사하다. 관혼상제를 치르기 위하여 만드는 특별한 음식으로서, 퍽퍽하고 건조한 맛이 특징이다.
창자는 70~80 cm 길이로 잘라 장 속의 내용물을 훑어 제거하고, 안팎을 뒤집은 뒤 굵은소금으로 주물럭거리고 흐르는 물에 씻어 준비한다. 소는 돼지 피에 메밀가루 또는 명아주 가루나 보리가루를 넣고, 부추(겨울철에는 잔파), 빻은 마늘, 생강, 소금 등과 함께 섞어 만든다. 이때 수애에 넣는 소는 창자 한 근에 돼지피 두 사발, 메밀가루 한 사발 정도의 비율로 하여 집었을 때 흘러내릴 정도로 섞어 준비하고, 3분의 2 정도만 채우고 양 끝부분을 묶는다. 꼬챙이로 찌르면 핏물이 나오지 않을 때까지 삶아서 식혀서 잘라 먹는다. 예식을 치르는 집의 남자 친척 중 돼지를 잡은 사람들이 소를 준비하여 내장의 속을 채우며, 삶는 것은 나머지 집안 남자들이 담당하였다. 수애는 창자의 부위에 따라 ᄌᆞᆫ배설수애, 훌근배설수애, 막창(창도름)수애로 나뉘는데, 두께가 두꺼우며 지방층이 있어 씹는 맛이 좋은 막창수애가 가장 고급이라고 한다.

## 순대 요리
- 순댓국
- 순대국밥
- 순대볶음

## 같이 보기
- 한국 요리
- 명태순대
- 오징어순대

## 참고 문헌
- 孫禎佑 (1998). “순대의 文獻的 考察”. 《培花論叢》 (배화여자대학) 16: 287-294.[깨진 링크(과거 내용 찾기)]
- 육경희 (2017). 《순대실록》. 서울: BR미디어. ISBN 9788993508376.
- 허남춘 (2007). 《제주의 음식문화》. 서울: 국립민속박물관. ISBN 9788992128247.